# Hieracium caesitiiforme
Hieracium caesitiiforme es una especie de planta con flor del género Hieracium, de la familia Asteraceae, orden Asterales.

## Distribución
Hieracium caesitiiforme se distribuye por Noruega.

## Taxonomía
Fue descrita científicamente por Omang. Fue publicada en Ark. Bot., a.s., 1: 107 (1949).